# توماس جون ويب
توماس جون ويب (بالإنجليزية: Thomas Llewelyn Webb)‏ هو عالم نفس بريطاني، ولد في 6 مارس 1978.